# Drets del col·lectiu LGBT a Zàmbia

Aquest és un article sobre els drets LGBT a Zàmbia. Les persones lesbianes, gais, bisexuals i transsexuals a Zàmbia han d'afrontar reptes legals que no experimenten els residents no LGBT. L'activitat sexual amb persones del mateix sexe és il·legal tant per homes com per dones a Zàmbia.
Antiga colònia de l'Imperi Britànic, Zàmbia va heretar les lleis i el sistema legal del seu amo colonial després de la independència el 1964. Les lleis relatives a l'homosexualitat s'han mantingut inalterades des de llavors, i l'homosexualitat està coberta per les lleis de sodomia que també proscriu la bestialitat.
Les actituds socials cap a les persones LGBT són majoritàriament negatives i acolorides per la percepcions que l'homosexualitat és immoral i una forma de malaltia. En 1999 es va formar l'organització no governamental Zambia Against People with Abnormal Sexual Acts (ZAPASA) per combatre l'homosexualitat i els homosexuals a Zàmbia.
Possiblement el destinatari més gran de missioners fonamentalista evangèlic durant els temps colonials britànics, les actituds socials cap a l'homosexualitat reflecteixen en gran manera aquestes influències. Una enquesta de 2010 revela que només el 2% dels zambians consideren que l'homosexualitat és moralment acceptable; nou punts per sota de la xifra registrada a Uganda (11% d'acceptació).
En 2013 Christine Kaseba, esposa del President Michael Sata, va dir que "el silenci sobre els problemes dels homes que tenen relacions sexuals amb altres homes s'ha d'aturar i ningú ha de ser discriminat en funció de la seva orientació sexual".
Informes recents suggereixen que les autoritats de Zàmbia utilitzen exàmens anals als homosexuals que són abusius.

## Lleis sobre l'activitat sexual amb persones del mateix sexe
L'activitat sexual amb persones del mateix sexe és proscrita pel capítol 87, seccions 155 a 157 del Codi Penal de Zàmbia.
L'article 155 ("Delictes antinaturals") classifica el sexe homosexual (en la vague descripció "coneixement carnal de qualsevol persona contra l'ordre de la naturalesa") com un delicte sancionable per empresonament durant 14 anys.
| « | Qualsevol persona que- (a) tingui coneixement carnal de qualsevol persona contra l'ordre de la natura; o ... (c) permet que una persona masculina tingui coneixement carnal d'ell o ella contra l'ordre de la natura; és culpable d'un delicte i és sotmès a empresonament durant catorze anys. | » |

L'article 156 imposa la pena de presó durant set anys per qualsevol "intent de cometre infraccions antinaturals". Finalment, l'article 157 s'aplica a "qualsevol acte d'indecència bruta" comès entre els homes, "ja sigui en públic o privat", i classifica aquests actes com a delictes sancionables amb presó durant cinc anys. La disposició també s'estén als "intents de procurar la comissió d'aquest acte [d'indecència bruta]".
| « | Qualsevol persona masculina que, en públic o privat, cometi qualsevol acte d'indecència bruta amb una altra persona masculina, o procuri a una altra persona masculina cometre algun acte d'indecència bruta amb ell o intenti procurar la comissió d'actuar tal per una persona masculina amb ell o amb una altra persona masculina, ja sigui en públic o privat, és culpable d'un delicte greu i pot ser empresonat durant cinc anys. | » |

Tot i que el codi penal de Zàmbia no conté cap referència explícita a sexe consensuat entre les dones, Cap. 87, secció 155 cobreix legalment el lesbianisme.
Tanmateix, igual que totes les antigues colònies britàniques d'est i sud d'Àfrica, Zàmbia va promulgar la seva constitució en la dècada de 1990, on va substituir gran part del codi penal anterior a 1964, i hi ha proteccions molt àmplies contra la discriminació, amb gran part del llenguatge extret de la Carta de les Nacions Unides sobre Drets humans. Es pot argumentar que l'homosexualitat està constitucionalment protegida d'acord amb l'article 23 de la Constitució de 1996:
| « | 23. [Protecció contra la discriminació per motius de raça, etc.] (1) Sense perjudici de les clàusules (4), (5) i (7), cap llei no farà cap disposició que sigui discriminatòria per si sola o en el seu efecte. (2) Sense perjudici de les clàusules 6, 7 i 8, cap persona serà tractada de forma discriminatòria per qualsevol altra persona que actuï en virtut de qualsevol llei escrita o en l'exercici de les funcions de cap despatx públic o qualsevol autoritat pública. (3) En aquest article, l'expressió "discriminatòria" significa, que ofereix un tractament diferent a les diferents persones atribuïble, total o principalment, a les seves respectives descripcions per raça, tribu, sexe, lloc d'origen, estat civil, opinions polítiques o credo segons el qual persones de una d'aquestes descripcions estan sotmeses a discapacitats o restriccions a les quals no estan subjectes les persones d'una altra descripció d'aquest tipus o se'ls concedeix privilegis o avantatges que no es concedeixen a persones d'una altra d'aquestes descripcions. | » |

Tenint en compte que qualsevol constitució invalida totes les altres lleis, és rellevant que s'hagin produït pocs o cap judicis per homosexualitat, que permetrien provar les lleis del Codi Penal i, si es considera que infringeixen la Constitució, es rebutgen dels llibres.

## Reconeixement de les relacions homosexuals
Zàmbia no proporciona cap reconeixement a parelles del mateix sexe. El 2006 el ministre d'Assumptes Interiors, Ronnie Shikapwasha, va declarar que Zàmbia mai no legalitzaria el matrimoni entre persones del mateix sexe, afirmant que es tractava d'un pecat que anava en contra de l'estatut cristià del país (vegeu Religió a Zàmbia).
Al febrer de 2010, la Conferència Constitucional Nacional (NCC) va acordar per unanimitat adoptar una clàusula que prohibeix expressament el matrimoni entre persones del mateix sexe.

## Proteccions constitucionals contra la discriminació
Hi ha una protecció jurídica explícita però no explícita contra la discriminació basada en l'orientació sexual a la Constitució de Zàmbia. La Constitució de 1991, modificada per la Llei núm. 17 de 1996, conté una clàusula antidiscriminació, present a l'article 23 del document. D'acord amb l'article 23 (1), "cap llei no farà cap disposició que sigui discriminatòria per si mateixa o en el seu efecte". L'apartat 2 de l'article 23 prohibeix encara més la discriminació "per qualsevol persona que actuï en virtut de qualsevol llei escrita o en l'exercici de les funcions de qualsevol oficina pública o de qualsevol autoritat pública", i l'article 23 (3) defineix la discriminació com a extensió al tractament diferenciat persones sobre la base de "raça, tribu, sexe, lloc d'origen, estat civil, opinions polítiques, color o credo".

## Condicions de vida
Segons un informe presentat al Comitè de Drets Humans de les Nacions Unides per Global Rights i la Comissió Internacional de Drets Humans i Gai i Lesbiana, la criminalització del sexe homosexual consensuat a Zàmbia "té un impacte devastador sobre persones que practiquen el mateix sexe a Zàmbia". L'informe afirma que les persones LGBT estan subjectes a detenció arbitrària, "discriminació en educació, ocupació, habitatge i accés als serveis", i extorsió sovint amb el coneixement o la participació de les autoritats policials.
Segons un informe per Behind the Mask, una organització sense ànim de lucre dedicada als assumptes LGBT a Àfrica, la majoria de persones LGBT a Zàmbia són dins l'armari per por a l'orientació i la victimització. Les lesbianes són especialment vulnerables, segons l'informe, a causa de l'estructura patriarcal de la societat zambiana.
L'Informe de Drets Humans del Departament d'Estat dels Estats Units de 2010 va trobar que "el govern va fer complir la llei que tipifica com a criminalització de la conducta homosexual i no va respondre a la discriminació social" i que "es va produir la violència social contra les persones homosexuals, així com la discriminació social en l'ocupació, i accés a l'educació o l'atenció sanitària".

### Restriccions sobre la defensa dels drets LGBT
El govern de Zàmbia no permet la defensa dels drets LGTB. 
El 1998, en un comunicat a l'Assemblea Nacional de Zàmbia, el vicepresident de Zàmbia, Christon Tembo, va demanar l'arrest d'individus que promouen els drets dels gais, citant la necessitat de "protegir la moral pública". Frederick Chiluba va qualificar l'homosexualitat com "no bíblica" i "contra la naturalesa humana". El President Frederick Chiluba descriví l'homosexualitat com a "no-bíblica" i "contra la naturalesa humana". Més tard, el ministre d'Afers Interiors, Peter Machungwa va ordenar l'arrest de qualsevol individu o grup que intentés registrar formalment un grup de defensa dels drets dels homosexuals. Herbert Nyendwa, el secretari de societats, va declarar que es negaria a registrar qualsevol organització LGBT o grup cívic.

### VIH/SIDA
Des de juliol de 2007, cap programa públic o privat proporciona assessorament relacionat amb el VIH a homes homosexuals a Zàmbia, on la taxa de seroprevalença entre els adults és aproximadament del 17%. Tot i que els homes implicats en relacions sexuals amb altres homes tenen un major risc de transmissió del VIH, el Programa Nacional de Control de la SIDA que opera el govern no s'ocupa de les relacions homosexuals.
El juny de 2007, el Ministeri de Salut de Zàmbia va acordar dur a terme, juntament amb els Centres per al Control i Prevenció de Malalties i la Society for Family Health sota Population Services International, una avaluació per controlar la prevalença i transmissió del VIH i la SIDA entre homes gais.

## Taula resum
| Activitat sexual legal amb el mateix sexe                     | (pena: fins 14 anys de presó) |
| Mateixa edat de consentiment                                  | No                            |
| Lleis antidiscriminació a la feina                            | No                            |
| Lleis antidiscriminació en la prestació de béns i serveis     | No                            |
| Matrimoni del mateix sexe                                     | No                            |
| Lleis antidiscriminació en el discurs de l'odi i la violència | No                            |
| Reconeixement de les parelles del mateix sexe                 | No                            |
| Adopció de fillastres per parelles del mateix sexe            | No                            |
| Adopció conjunta per parelles del mateix sexe                 | No                            |
| Prestació de servei militar per gais i lesbianes              |                               |
| Dret legal a canviar de gènere                                | No                            |
| Accés a la fecundació in vitro per lesbianes                  | No                            |
| Subrogació comercial per a parelles d'homes homosexuals       | No                            |
| Permís per donar sang als MSMs                                | No                            |